# Värmdö

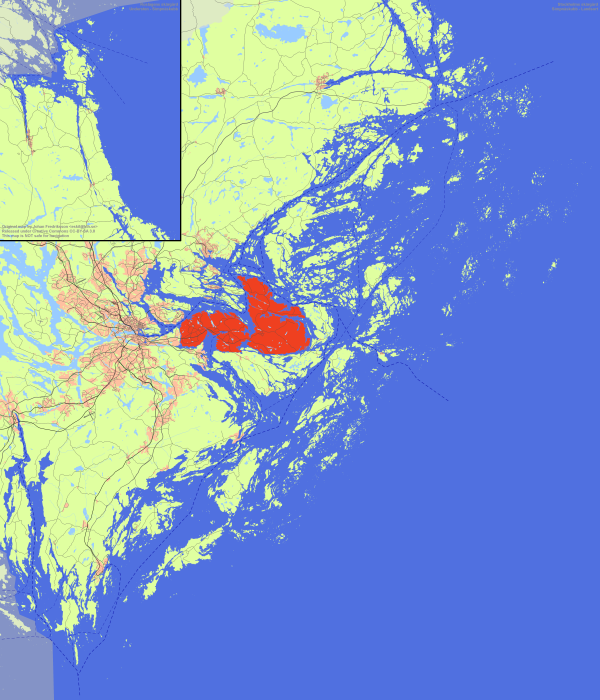
Lokalizacja wyspy w Archipelagu Sztokholmskim

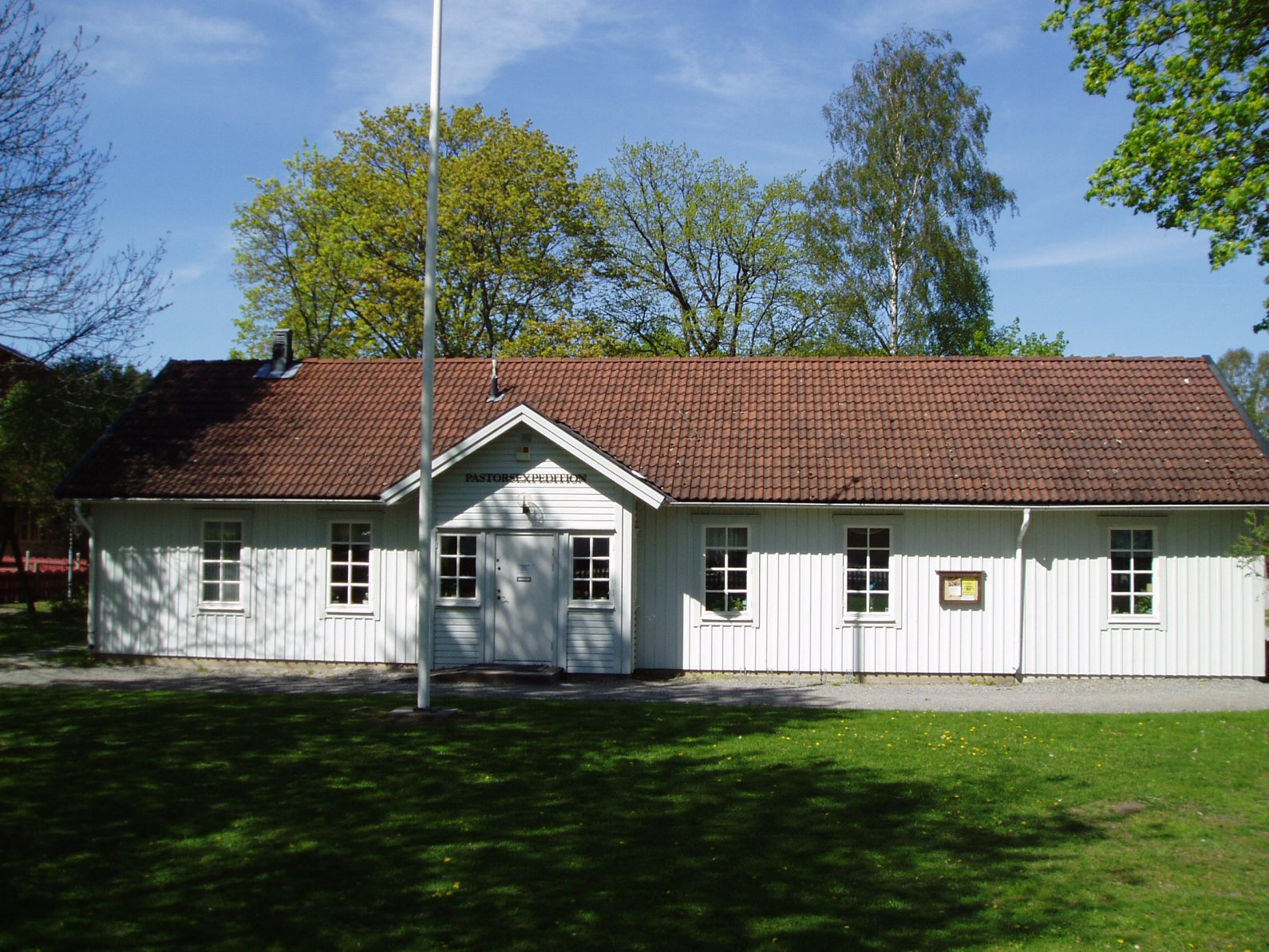
Dom pastora na wyspie

Värmdö – największa wyspa Archipelagu Sztokholmskiego. Jest też trzecią co do wielkości, po Gotlandii i Olandii wyspą wschodniego wybrzeża Szwecji. Zajmuje powierzchnię 180 km².
Wyspa Värmdön położona jest na terenie regionu sztokholmskiego, jej wschodnią część zajmuje gmina Värmdö, a zachodnią gmina Nacka.